# Agenda
Agenda é um pequeno caderno onde o usuário faz as anotações de compromissos e horários e informações diversas.
É uma ferramenta pessoal e geralmente têm a validade de um ano; após este período podem ser mantidas como arquivo.
Acredita-se que a agenda seja usada desde a antiguidade, a partir do mesmo momento em que a escrita nasceu e se desenvolveu.
Porém, foi a partir da época do Império Romano que a agenda perdeu seu antigo formato de pergaminho para passar a se parecer com um caderno.
Hoje em dia, a agenda foi adicionando funções em seu interior, como por exemplo tabelas de conversão de moedas, mapa-mundi, pesos e medidas, etc..